# Cephaloscyllium silasi
Cephaloscyllium silasi е вид пилозъба акула от семейство Scyliorhinidae.

## Разпространение и местообитание
Видът е разпространен в Индия (Керала).
Обитава океани и морета. Среща се на дълбочина от 250 до 500 m.

## Описание
На дължина достигат до 45 cm.